# Anna Leszczyńska
Pour les articles homonymes, voir Anne Leszcynska.
Anna Leszczyńska, née Jabłonowska (1660-1727), fille de l'hetman de la Couronne Stanisław Jan Jabłonowski et de Marianna Kazanowska, depuis 1676 épouse du grand trésorier de la Couronne Rafał Leszczyński, est la mère du roi de Pologne Stanislas Leszczyński. Elle mourut en 1727 au château de Saumery à Huisseau-sur-Cosson et elle fut inhumée à Blois en l'église des Jésuites. 

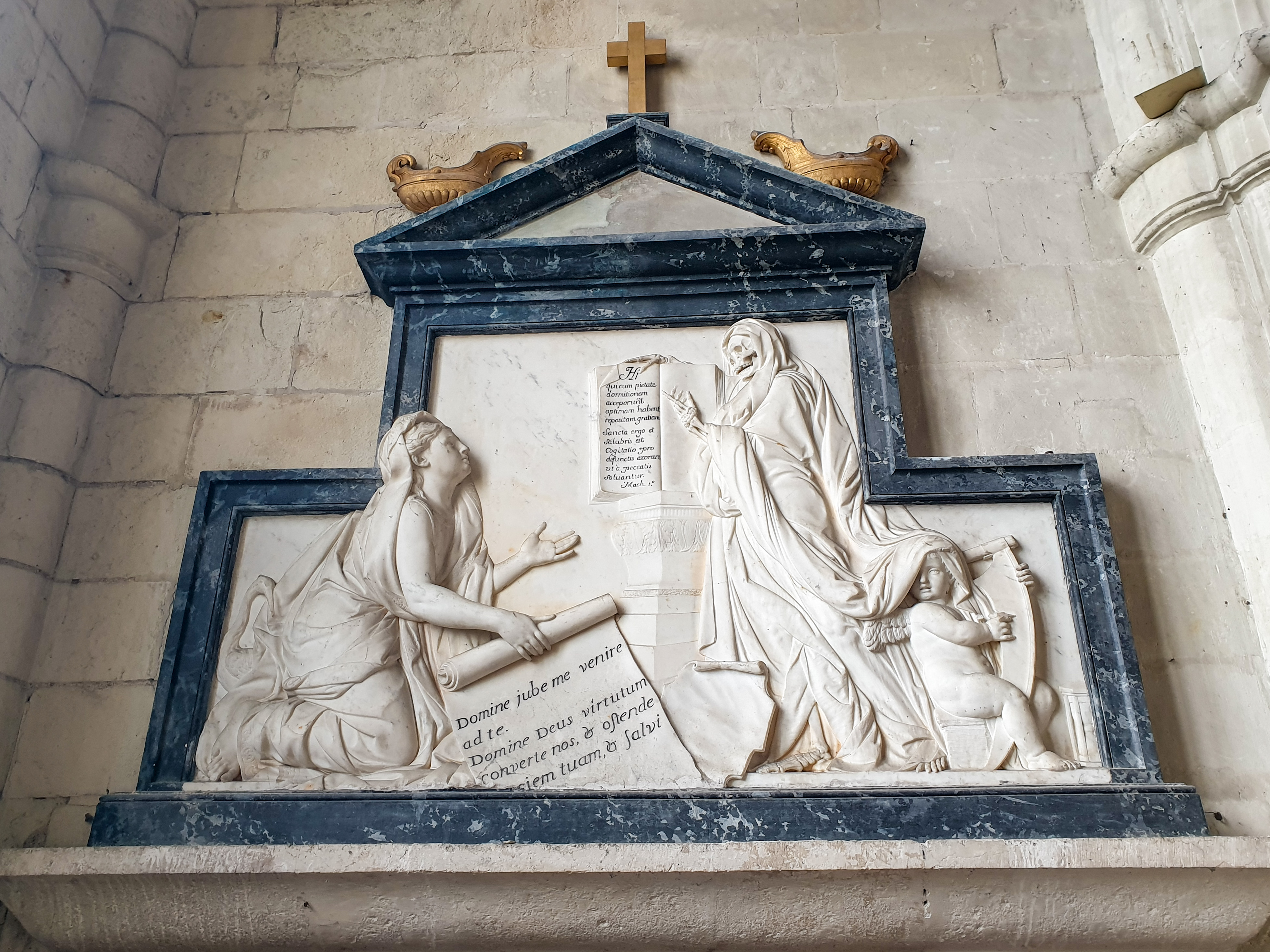
Femme agenouillée devant la mort, bas-relief du tombeau de la reine mère de Pologne, dans la cathédrale Saint-Louis de Blois (artiste inconnu, XVIIIe siècle).

## Descendance
Sa première petite-fille, décédée à l'âge de 18 ans portait le même nom. Sa deuxième petite-fille, Marie Leszczyńska connut un destin brillant. Elle épousa en 1725 le roi de France Louis XV.